# Estação Industrial/Tintas Killing
A Estação Industrial/Tintas Killing é uma das estações do Metrô de Porto Alegre, situada em Novo Hamburgo, entre a Estação Santo Afonso e a Estação Fenac. Faz parte da Linha 1.
Foi inaugurada em 30 de janeiro de 2014. Localiza-se no cruzamento da Avenida Primeiro de Março com a Rua Rodrigues Alves. Atende os bairros de Industrial e Liberdade.